# Tausend Morgen
Tausend Morgen (A Thousand Acres) ist ein US-amerikanisches Filmdrama von Jocelyn Moorhouse aus dem Jahr 1997. Das Drehbuch schrieb Laura Jones anhand eines preisgekrönten Romans von Jane Smiley aus dem Jahr 1991. Die Hauptrollen spielten Jessica Lange, Michelle Pfeiffer, Jennifer Jason Leigh und Jason Robards.

## Handlung
Der in Iowa lebende Farmer Larry Cook will seine Farm den Töchtern Ginny, Rose und Caroline übereignen. Ginny und Rose sind erfreut, die Anwältin Caroline hat jedoch Zweifel. Als die Frauen ihren Vater besuchen, will er Caroline nicht sehen.
Von nun an reißen immer größere Wunden auf und die scheinbare Familienidylle zerbricht unter den Launen des despotischen Vaters. Inzest, Selbstmord, Eifersucht und Affären – die Familie Cook scheint am Ende ihrer Kräfte.
Schließlich geht der zunehmend wirre und paranoide Larry vor Gericht, um die Farm wieder in seine Obhut zu bekommen. Unterstützt wird er durch seine jüngste Tochter Caroline; doch die andere Seite gewinnt, woraufhin Larry vollends dekompensiert.
Ein erbitterter Kampf von Rose und Ginny um Achtung und Vergeltung bestimmt nun das Leben der Schwestern, die nach all den Jahren wieder von ihrer Vergangenheit eingeholt werden. Denn beide sind sie als Kinder von ihrem Vater missbraucht worden. Schließlich verlassen Ginny und Rose ihr Elternhaus; Ginny nimmt eine Stelle als Kellnerin an und wird ein letztes Mal von ihrem Freund Ty Smith besucht, ehe auch dieser die Gegend verlässt; Rose, die zwei Kinder hat, kauft sich eine Wohnung, wird jedoch krank und stirbt, nachdem sie Ginny das Versprechen abgenommen hat, sich erstens um die Kinder zu kümmern und zweitens Caroline von der Schattenseite des Vaters zu erzählen. Ginny nimmt Roses Kinder zu sich, bricht aber das zweite Versprechen, wissend, dass Caroline ihr nicht glauben würde. Endgültig verlässt sie das Haus ihrer Kindheit; es wird an einen Agrarkonzern verkauft und dem Erdboden gleichgemacht.
Die Geschichte basiert auf William Shakespeares „King Lear“, der sein Königreich ebenfalls unter seinen drei Töchtern aufteilen will. Zudem sind die Filmnamen Alliterationen zu den Namen in „King Lear“: Larry ↔ Lear, Cook ↔ King, Ginny ↔ Goneril, Rose ↔ Regan und Caroline ↔ Cordelia.

## Kritiken

### Fremdsprachige Kritiken
James Berardinelli verglich den Film auf ReelViews mit dem Film Grüne Tomaten, er bezeichnete die Charaktere als „stark“ und „glaubwürdig“. Er lobte außerdem die Regiearbeit von Jocelyn Moorhouse und die Darstellung von Jessica Lange. Das Spiel von Jennifer Jason Leigh bezeichnete er als „wenig beeindruckend“ („less-than-impressive“), was allerdings an ihrer Rolle liegen sollte.
Roger Ebert schrieb in der Chicago Sun-Times vom 19. September 1997, der Film würde aus dem Theaterstück König Lear von William Shakespeare einige Elemente der Handlung übernehmen, aber nicht dessen Tiefe. Er würde die gängigen Klischees übernehmen, nach denen Männer und Väter schlecht sein sollten. Ebert kritisierte, keiner der Charaktere wäre sympathisch und dass Ginny zu sehr im Mittelpunkt der Geschichte stehen würde. Die Darstellungen von Jessica Lange und Michelle Pfeiffer in den gemeinsamen Szenen bezeichnete er als „leuchtend“ („luminous“).

### Deutschsprachige Kritiken
Die Woche bezeichnete den Film als „seicht“ und verglich ihn mit einer „Soap Opera“. TV Movie 13/1998 lobte die Leistungen der Darsteller, vor allem die von Jessica Lange und Michelle Pfeiffer. Der Film wurde als „ambitioniert“ und „gelungen“ bezeichnet. Cinema 7/1998 lobte das Spiel der drei weiblichen Hauptdarstellerinnen. TV Spielfilm 13/1998 beschrieb den Film als „ambitioniert“ und „aufrichtig“. TV Hören und Sehen 24/1998 bezeichnete die Leistungen der Darsteller als „großartig“, den Film als „gelungen“ und „wuchtig“.
Das Lexikon des internationalen Films meinte: „Ein von zwei ausgezeichneten Hauptdarstellerinnen getragenes Familiendrama, das sich vage an Shakespeares Tragödie "König Lear" anlehnt. Die Generationskonflikte werden durch zu viele Probleme überfrachtet, so daß der Film nur in wenigen Augenblicken unter die Oberfläche gängiger Mainstream-Unterhaltung dringt.“

## Auszeichnungen
Jessica Lange wurde im Jahr 1998 für den Golden Globe Award nominiert. Jessica Lange, Jennifer Jason Leigh und Michelle Pfeiffer gewannen 1999 einen Preis des Festival del Cinema Sentimentale e Melò in Verona.

## Hintergründe
Die Produzentin Michelle Pfeiffer wollte zuerst für die Rolle von Larry Cook Paul Newman verpflichten, er lehnte jedoch die Rolle ab.